# Jeffery Smith (Leichtathlet)
Jeffery Smith (Jeffery Itzen Smith; * 11. Juni 1943) ist ein ehemaliger sambischer Sprinter.
Für die Föderation von Rhodesien und Njassaland startend wurde er bei den British Empire and Commonwealth Games 1962 in Perth Sechster über 220 Yards und Vierter in der 4-mal-110-Yards-Staffel. Über 100 Yards scheiterte er im Viertelfinale.
Bei den Olympischen Spielen 1964 schied er über 100 m im Vorlauf und über 200 m im Viertelfinale aus.

## Persönliche Bestzeiten
- 100 m: 10,86 s, 1964
- 220 Yards: 21,1 s, 1962 (entspricht 21,0 s über 200 m)